# Стотт, Найл
Найл Крейг Стотт (англ. Niall Craig Stott, род. 6 февраля 1981, Данди, Тейсайд) — шотландский и британский хоккеист (хоккей на траве), полузащитник и нападающий. Участник летних Олимпийских игр 2004 и 2008 годов.

## Биография
Найл Стотт родился 6 февраля 1981 года в британском городе Данди в Шотландии.
Начал заниматься хоккеем на траве в 11-летнем возрасте. Играл за «Данди Уондерерз» и «Ист-Гринстед».
В 2004 году вошёл в состав сборной Великобритании по хоккею на траве на летних Олимпийских играх в Афинах, занявшей 9-е место. Играл в поле, провёл 7 матчей, забил 2 мяча (по одному в ворота сборных Южной Кореи и Пакистана).
В 2005 году в составе сборной Шотландии участвовал в чемпионате Европы в Лейпциге.
В 2008 году вошёл в состав сборной Великобритании по хоккею на траве на летних Олимпийских играх в Пекине, занявшей 5-е место. В матчах не участвовал.

## Семья
Брат Росс Стотт (род. 1988) и двоюродный брат Крейг Стракан (род. 1971) также выступали за сборную Шотландии по хоккею на траве. Стракан, кроме того, играл за сборную Шотландии по хоккею с шайбой.